# Лаленков, Дмитрий Валерьевич
Дми́трий Вале́рьевич Лале́нков (укр. Дмитро Валерійович Лалєнков; род. 4 мая 1966, Стаханов Луганская область, УССР) — украинский актёр Киевского академического театра драмы и комедии на левом берегу Днепра, Заслуженный артист Украины.
Трижды становился лауреатом профессиональной театральной премии «Киевская пектораль». Награждён Гран-при на международных кинофестивалях в Локарно, Варне, Вене, Париже. По государственному заказу Франции написал сценарий художественного фильма.

## Биография
Родился 4 мая 1966 года в г. Стаханове Луганской области УССР.
Учился в спортивном интернате. В детстве серьёзно занимался боксом, был даже чемпионом УССР и СССР.
Вырос в музыкальной семье. Пять поколений были связаны с музыкой. Дед был дирижёром, отец Валерий Лаленков играл в симфоническом оркестре. Неудивительно, что Дмитрий поступил в музыкальном училище имени Глиэра, однако недолго учился классическому вокалу.
Во время срочной службы в армии познакомился с сыном известной актрисы Ады Николаевны Роговцевой — Константином. Ада Николаевна разглядела в нём актёрский талант и подготовила для поступления в театральный институт.
Окончил Киевский государственный институт театрального искусства имени Карпенко-Карого, после чего 14 лет проработал в Киевском театре русской драмы имени Леси Украинки. За это время переиграл много ролей, получил три театральных награды «Киевская пектораль». Снялся в нескольких фильмах и сериалах во Франции и Австрии.
Из-за разногласий с руководством театра ему пришлось уйти из театра. Долго приходилось играть бандитов. Славу на Украине ему принёс комедийный сериал «Леся + Рома». Сейчас Дмитрия часто приглашают работать российские режиссёры. Во Франции он написал сценарий художественного фильма. В Голливуде сыграл вместе с Джеймсом Белуши. Он вместе с Ирмой Витовской вёл реалити-шоу «Брачные игры».
Снялся в более чем 50 фильмах и сериалах: «Леся + Рома», «Свои дети», «Не наезжай на Деда Мороза!», «Битвы божьих коровок», «Доярка из Хацапетовки» и др.

## Личная жизнь
- Первая жена — Елена Стефанская, актриса[3].
- Сын — Никита Дмитриевич Лаленков (род. 23 июня 1990).
- Сын — Илья Дмитриевич Лаленков (род. 12 июня 2005 года)[4].

## Театральные работы

### Национальный академический театр русской драмы имени Леси Украинки
В театре Леси Украинки с 1989 по 2004 годы. Всего сыграл более тридцати ролей русского и мирового репертуара
- 1992 — «Дама без камелий» Т. Реттигена, реж. Роман Виктюк — Рон
- 1992 — «Приглашение в замок», Ж. Ануя, реж. Владислав Пази — Фредерик и Орас
- 1993 — «Благо — дарю!..» (бенефис Ады Роговцевой) по мотивам пьес А. Дьяченко, реж. Константин Степанков — Он

### Киевский академический театр драмы и комедии на левом берегу Днепра
В театре драмы и комедии на Левом берегу работает с 2009 года. Дебютировал 16 октября 2009 года в премьерном спектакле «Играем Чонкина» в роли Плечового
- 2009 — «Играем Чонкина» по В. Войновичу, реж. Александр Кобзарь и Андрей Саминин — Плечевой

## Фильмография

### Художественный фильмы
1. 1993 — Дикая любовь (Украина) — Губан
2. 1994 — Жестокая фантазия (Украина, Литва)
3. 1996 — Спасибо за то, что ты есть…
4. 1997 — Принцесса на бобах
5. 2000 — Жизнь как цирк (Похождения брошенного мужа)
6. 2002 — Бездельники — Сергей
7. 2002 — Шум ветра
8. 2002 — Прощание с Каиром — эпизод
9. 2004 — Джокер — Саша
10. 2004 — Секонд-хенд
11. 2004 — Украденное счастье
12. 2005 — Двенадцать стульев — Изнуренков, просто поэт
13. 2006 — Богдан-Зиновий Хмельницкий
14. 2006 — Не наезжай на Деда Мороза
15. 2006 — Мой принц — Павел, партнёр Аллы по бизнесу
16. 2006 — Кровавый круг — Илья Удальцов
17. 2006 — Кактус и Елена — Роман Петрович Самохвалов, прокурор
18. 2006 — Звёздные каникулы — Инопланетный астронавт
19. 2006 — Дом-фантом в приданое — Пётр, друг Паши, шоумен
20. 2007 — Битвы божьих коровок — Дмитрий Бобров
21. 2007 — Убить змея — Родригес
22. 2007 — Седьмой лепесток — Валентин Тимофеевич, муж Веры
23. 2007 — Свои дети — физрук
24. 2007 — Психопатка — Гоша, поэт-актёр, гость на юбилее
25. 2007 — Молчун — Николай Локтев
26. 2007 — Колье для снежной бабы — Дима
27. 2008 — Заходи — не бойся, выходи — не плачь — Альфред, любовник Стеллы
28. 2008 — Роман выходного дня — Эдуард Викторович Холодков
29. 2008 — Миллион от Деда Мороза
30. 2009 — Похищение Богини — Эммануил Фицлер, иллюзионист
31. 2009 — По закону — Кречетов
32. 2009 — Незаконченный роман
33. 2009 — Её сердце — директор радиоканала
34. 2010 — Хроники измены — Андрей
35. 2011 — Пушкен
36. 2013 — Бедная Liz — Колька Соколов
37. 2015 — Битва за Севастополь — сотрудник Особого отдела

### Телесериалы
1. 2001 — След оборотня — Андрей Симоненко, художник
2. 2003 —Роксолана 3. Владычица империи — Рустем-паша
3. 2004 — Пепел Феникса — Молох
4. 2005 — Золотые парни — Илья Удальцов (Сироткин), художник
5. 2005—2007 — Леся+Рома — Рома
6. 2006 — Осторожно, блондинки!
7. 2006 — Дедушка моей мечты — Евгений Шевченко
8. 2006 — Волчица — Аркадий Стрелецкий
9. 2007—2009 — Доярка из Хацапетовки — Павел, начальник службы охраны
10. 2007 — Убить змея — Родригес
11. 2010 — Ефросинья — Карпов, режиссёр
12. 2011 — Пончик Люся — Евгений Иванович Панченко
13. 2012 — Личная жизнь следователя Савельева (Кордон следователя Савельева) (серии № 1-2 «Крест следователя Савельева») — Аркадий Ильич Сергеев, директор общеобразовательного лицея № 9 в Дмитрове, любовник убитой преподавательницы лицея Зои Моисеевой
14. 2013—2014 — Сашка — Владимир Николаевич Привалов, лидер партии «Прогресс»
15. 2014 — Белые волки 2 (3-я серия) — Владислав Романович Меланин, чиновник (роль озвучил Михаил Черняк)
16. 2014 — Дворняжка Ляля — Иван Ильич Свиридов
17. 2016 — Пацики — бомж
18. 2016 — Гражданин Никто — Игорь Петрович Войцехович, бизнесмен
19. 2017 — Слуга народа 2 — Михаил Ройзман, олигарх
20. 2017 — Опер по вызову

## Награды
- Заслуженный артист Украины
- 2006 — Приз «Лучшая мужская роль» на кинофестивале «Бригантина» за фильм «Секонд Хенд»
- 2006 — «Телетриумф» за лучший сериал «Леся+Рома»